# Tiphobiosis plicosta
Tiphobiosis plicosta är en nattsländeart som beskrevs av Mcfarlane 1960. Tiphobiosis plicosta ingår i släktet Tiphobiosis och familjen Hydrobiosidae. Inga underarter finns listade i Catalogue of Life.